# Grumman F6F Hellcat
Il Grumman F6F Hellcat fu sviluppato come caccia standard della Marina statunitense nella seconda guerra mondiale. Entrò in servizio nel 1943 e rimase il velivolo più importante dell'US Navy sino alla fine del conflitto.

## Storia
(Eugene Valencia, uno dei migliori piloti della U.S. Navy)
Durante il precedente programma del Grumman F4F Wildcat la Grumman giunse alla concezione dell'ala monoplana, nonostante in origine anche questo aereo fosse biplano. Tuttavia in pochi anni il progresso aeronautico fece capire che il nuovo prodotto delle "Grumman Ironworks" ("Ferriere Grumman", per via della robustezza delle macchine prodotte) doveva essere potenziato. Dopo aver tentato di riprogettare il velivolo con motorizzazioni più potenti da 1.400-1.700 CV ci si accorse che gli obiettivi erano così difficili da raggiungere che si preferì ripartire con un progetto nuovo. Tra la metà del 1941 e un anno dopo il disegno fu aggiustato in ogni dettaglio e il prototipo decollò poco dopo la battaglia delle Midway. Le opzioni erano diverse, come quella con il motore da 1.700 CV, ma dopo i colloqui con i piloti i progettisti arrivarono alla conclusione che era necessario il motore più potente disponibile. Il prototipo giunse alla produzione di serie in maniera estremamente veloce e alla fine del 1942 10 aerei erano stati consegnati.

## Progettazione e caratteristiche
L'Hellcat aveva una struttura robusta, dal peso di circa 4.000 chili a vuoto, il doppio dei primi Wildcat; il rapporto potenza-peso non era pari al predecessore, e anche il carico alare, oltre 182 chili per metro quadro, era di molto superiore.
La struttura era convenzionale, con l'ala bassa, la maggiore originalità del progetto, con una struttura trilongherone e 5 sezioni differenti, di cui le due esterne ripiegabili. Le superfici di coda, molto squadrate, erano metalliche rivestite in tela.
L'apparecchio originale era da superiorità aerea e caccia di scorta; il suo tempo di salita a 7.600 m era di circa 15 minuti, piuttosto elevato, mentre l'autonomia senza carico bellico, grazie ai quasi 900 litri, era di circa 1.700 km, oltre 2.600 con serbatoio aggiuntivo. Il tutto a velocità "economiche" di circa 270 km/h, tanto che l'autonomia oraria arrivava a circa 10 ore.
Il motore R-2.800 disponeva di turbocompressore e dispositivi ad iniezione d'acqua per ottenere in potenza aggiuntiva circa il 10% del valore nominale. Blindature per 96, poi 110 chili, furono installate nei punti vitali (posto di pilotaggio e circuito dell'olio) mentre il serbatoio era autostagnante ma non pressurizzato.
L'armamento era di 6 mitragliatrici Browning M2 con 2.400 colpi. Inizialmente non erano previsti armamenti per l'attacco al suolo, solo un serbatoio aggiuntivo. In seguito furono installati agganci per bombe da 227–454 kg.
Il velivolo inoltre era dotato di radiogoniometro, apparato radio ricetrasmittente di elevata potenza ed elica metallica tripala a giri costanti.

## Impiego

### Durante la guerra
Giunto ai reparti all'inizio del 1943, l'Hellcat ebbe il suo battesimo del fuoco alle isole Marcus nell'agosto. In quel periodo molte portaerei statunitensi erano state distrutte e quelle nuove stentavano ad entrare in servizio, e il velivolo predecessore aveva troppe difficoltà a battersi alla pari con i giapponesi, in servizio adesso in modelli migliorati.
Il nuovo caccia fu prodotto in 2.545 esemplari durante il 1943, 6.139 nel 1944 e 3.578 nel 1945.
L'Hellcat sostituì il Wildcat dapprima sulle portaerei maggiori, poi anche su quelle di scorta e leggere. Le missioni all'inizio si rivelarono piuttosto difficili dato che gli avversari sui caccia Mitsubishi A6M "Zero" erano ancora temibili e sufficientemente esperti. Tuttavia in pochi mesi l'esperienza, il livello d'addestramento oltre che la superiorità tecnica passarono tutte dalla parte statunitense. Nel 1944 alcune terribili battaglie tolsero ai giapponesi ogni speranza di arginare gli americani. La prima fu l'incursione sulla potente base di Truk.
Quando si tennero test comparativi con uno Zero 52 catturato, essi rivelarono che l'Hellcat era più veloce dello Zero a ogni quota. Inoltre lo superava (di poco) in cabrata al di sopra dei 4.200 metri e aveva una velocità di rollio superiore a velocità maggiori dei 378 km/h. Il caccia giapponese poteva facilmente superare in virata l'Hellcat a basse velocità e aveva una velocità ascensionale leggermente superiore a quote inferiori ai 4.200 metri. Il rapporto sui test concludeva: “Non ingaggiare duelli con lo Zero 52. Non seguirlo in un looping o in un half-roll. In caso di attacco, utilizzare la vostra superiore potenza e velocità per impegnare combattimento nel momento più favorevole. Per fuggire da uno Zero 52, compiere una rovesciata e scendere in picchiata con una veloce virata.”
Nel giugno di quell'anno, gli Stati Uniti sconfissero ancora il Giappone nella Battaglia del Mare delle Filippine, passata alla storia come "Il tiro al tacchino delle Marianne". I nipponici persero 400 aeroplani e 3 portaerei anche se solo una fu affondata dagli aerei americani (le altre da sommergibili). Furono gli Hellcat a causare i danni maggiori: distrussero la maggior parte degli aerei, abbattuti mentre cercavano in varie ondate di raggiungere le formazioni americane, forti di almeno 9 portaerei principali (contro le 5 avversarie).
Il potere aereo giapponese basato a terra combinato con quello navale avrebbe potuto essere sufficiente per controbilanciare quello statunitense, ma la flotta americana non fu scoperta in tempo utile per poterla contrattaccare e gli aerei attaccarono gli aeroporti giapponesi bombardando le loro installazioni fino a distruggerle quasi totalmente. Anche in questa azione iniziale gli Hellcat ottennero numerosissime vittorie. A quel punto rimasero solo gli aerei sulle portaerei, ma due di queste furono silurate dai sottomarini, tra cui la Taiho, l'unica portaerei giapponese dotata di ponte di volo corazzato (che in questo caso, a differenza di quanto sarebbe avvenuto con i bombardieri in picchiata a Midway, non servì altro che a zavorrarla). Gli aerei giapponesi attaccarono inizialmente fuori dal raggio d'azione USA, ma individuate al radar, le 4 ondate furono abbattute una dietro l'altra.

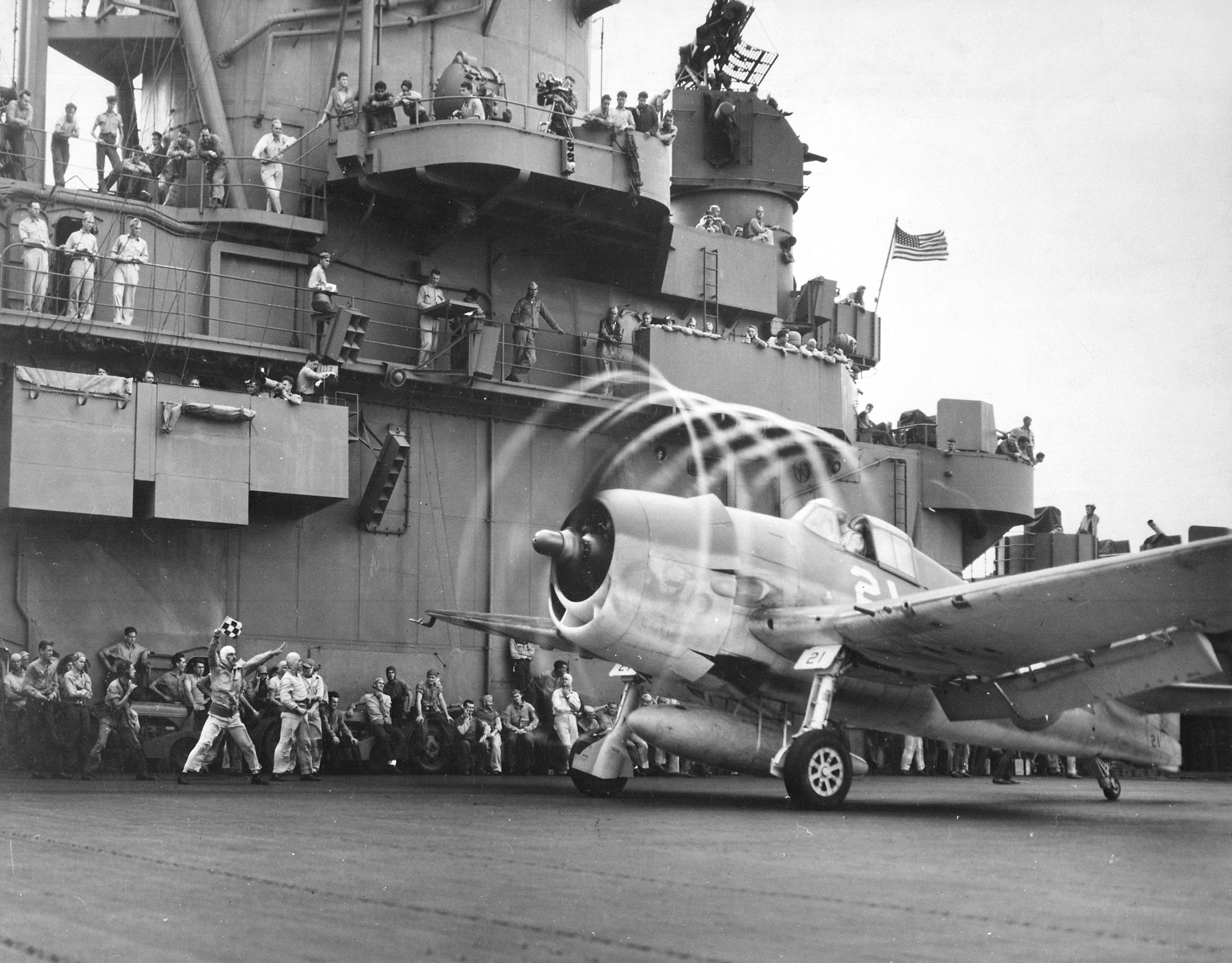
Un F6 a bordo della USS Yorktown

L'enorme sproporzione tra perdite americane (una ventina di aerei) e giapponesi (circa 350) provò la superiorità degli F6F sui caccia A6M avversari, oltretutto aggravata dall'addestramento insufficiente, da scorte di carburante troppo limitate per consentire un buon grado di preparazione, sia perché quasi tutti i più esperti piloti da caccia della Marina erano caduti in battaglia. Aver logorato gli stormi da combattimento in azioni belliche combattute sopra Rabaul e Guadalcanal, senza usarli dalle portaerei per eseguire attacchi strategici lasciò i giapponesi con un buon numero di portaerei ancora disponibili ma senza più piloti esperti.
Uno dei più famosi assi giapponesi degli Zero, Saburō Sakai, nel libro di memorie "Samurai. Caccia zero" descrive il ritorno in volo da Guadalcanal alla base di Rabaul in gravi condizioni fisiche (accecato da un occhio, colpito dai mitraglieri di una formazione di Grumman TBF Avenger che aveva scambiati per caccia e attaccato da dietro). In quel caso lo Zero dimostrò di essere tutt'altro che fragile nell'incassare colpi, ma molti altri piloti giapponesi non erano stati altrettanto fortunati.
Il Mitsubishi A6M era eccellente ma l'Hellcat era superiore. Avrebbe potuto combattere, essendo migliore dell'originario A6M2 e anche dell'A6M3, con una buona superiorità complessiva sul Grumman F4F Wildcat, ma l'Hellcat aveva una superiorità considerevole su entrambi in velocità, potenza di fuoco e corazzatura. Lo Zero, anche nel modello A6M5, mancava pressoché totalmente di armature protettive e solo a seguito di ulteriori miglioramenti si impiegò quest'accortezza tecnica. Nella battaglia aerea gli Hellcat furono aiutati, oltre che dalla superiorità tecnica ed addestrativa, da un sistema che oggi si definisce C3 (comando, controllo, comunicazioni), basato sui radar delle navi statunitensi ed un efficace collegamento radio tra aerei e controllori navali.
Già più difficile per gli americani fu contrattaccare le portaerei giapponesi, rimaste quasi senza aerei. L'attacco ne distrusse una e ne danneggiò altre ma, oltre alla ventina di apparecchi persi in questa missione, altri 80 circa caddero al rientro quando, a corto di carburante, si ritrovarono a volare al buio. L'ammiraglio Chester Nimitz fece accendere le luci sui ponti, aiutando molti aviatori a ritrovare le navi; la decisione non fu un granché pericolosa perché gli aerei giapponesi basati a terra erano ormai fuori causa, ma dimostrò la supremazia raggiunta in quello scontro, perché l'organizzazione e la tecnologia americane ridussero il peso della casualità negli eventi, avendo sotto controllo ogni aspetto della battaglia.
Gli Usa acquisirono il controllo di Saipan e da qui poterono colpire con i bombardieri strategici Boeing B-29 Superfortress anche il territorio metropolitano giapponese. A quel punto non ci furono speranze residue per i giapponesi di battere gli Stati Uniti; questo significava che non esistevano modi di poter riprendere l'iniziativa nel Pacifico.
Gli Hellcat combatterono come caccia e cacciabombardieri durante lo sbarco statunitense nelle Filippine. Furono poi usati l'anno successivo per attaccare Iwo Jima, Okinawa (durante la quale furono equipaggiati con i razzi Tiny Tim, una delle poche occasioni in cui quest'arma fu usata) e persino la baia di Tokyo.
Contrastare i caccia giapponesi, come anche i bombardieri, non sarebbe stato però il problema principale, perché i kamikaze divennero, specie a Okinawa, una minaccia continua. Per affrontarli gli Hellcat erano un po' troppo lenti e gli F4U Corsair ormai operativi cominciarono sempre più a sostituirli.
Durante la guerra il Grumman Hellcat ottenne oltre 6.000 vittorie in circa 2 anni, contro le 2.130 accreditate ai Corsair, e le 905 dei Wildcat a tutto il 1943.
Gli Hellcat combatterono anche nella Royal Navy con 254 esemplari della serie F-3 e 985 della F-5.

### Dopo la guerra
Nel dopoguerra gli Hellcat, robusti e agili, erano ormai obsoleti, e questo ne provocò la sostituzione rapida, come accadde ai Republic P-47 Thunderbolt, ai Corsair e al nuovissimo Bearcat. All'orizzonte erano già jet come Grumman Panther e il Republic F-84 Thunderjet.
Durante la guerra di Corea, gli aerei ancora disponibili furono usati come "kamikaze" senza pilota radioguidati, equipaggiati con 3 bombe senza impennaggi di coda da 1.000 libbre, una sotto la fusoliera, le altre sotto le ali, contro obiettivi di alto livello come i ponti.
Altri Hellcat furono usati come aerobersagli, dipinti in colore antimimetico standard arancione, utili per lo sviluppo dei cannoni e soprattutto dei missili antiaerei navali.

## Versioni
- F6F-1 ed F6F-2: versioni basilari che differiscono nella motorizzazione
- F6F-3: variante basilare da caccia che forniva da supporto a tutta la successiva evoluzione del modello.
- F6F-5: era un miglioramento più orientato all'attacco e alle missioni offensive: nonostante il peso maggiore delle installazioni e della corazzatura, era leggermente più veloce del precedente, grazie all'adozione, già con gli ultimi lotti dell'F-3, del motore con superpotenza ad iniezione di acqua che incrementava del 10% per brevi periodi la potenza erogabile. Corazzatura aumentata, armi per 900 chili, serbatoio aggiuntivo. Talvolta 2 delle armi alari furono sostituite da cannoni calibro 20 mm.

Entrambe le versioni diedero luce anche alla specialità da caccia notturna imbarcata, con un radar contenuto in posizione asimmetrica nel bordo d'entrata di un'ala e uno schermo radar nell'abitacolo. Il velivolo aveva ovviamente maneggevolezza e prestazioni inferiori, anche per via del radome, la cupola protettiva che conteneva il radar, molto voluminoso. A parte questo, la macchina si dimostrò efficace, stabile a sufficienza per consentire la sicurezza di volo nonostante il carico asimmetrico. L'F6F-3N non era comunque maturo, e il successivo F6F-5N era meglio riuscito e con prestazioni migliori.

## Operatori
Francia
- Marine nationale

 Regno Unito
- Royal Navy

 Stati Uniti
- United States Navy
- United States Marine Corps

 Uruguay
- Armada Nacional

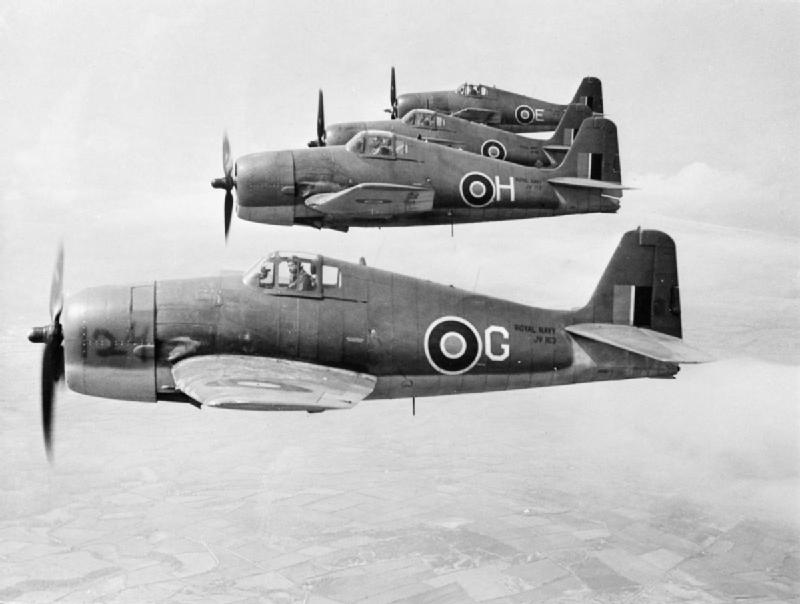
Una formazione di Hellcat F6F della Fleet Air Arm del 1840 Squadron nel mese di Giugno del 1944.

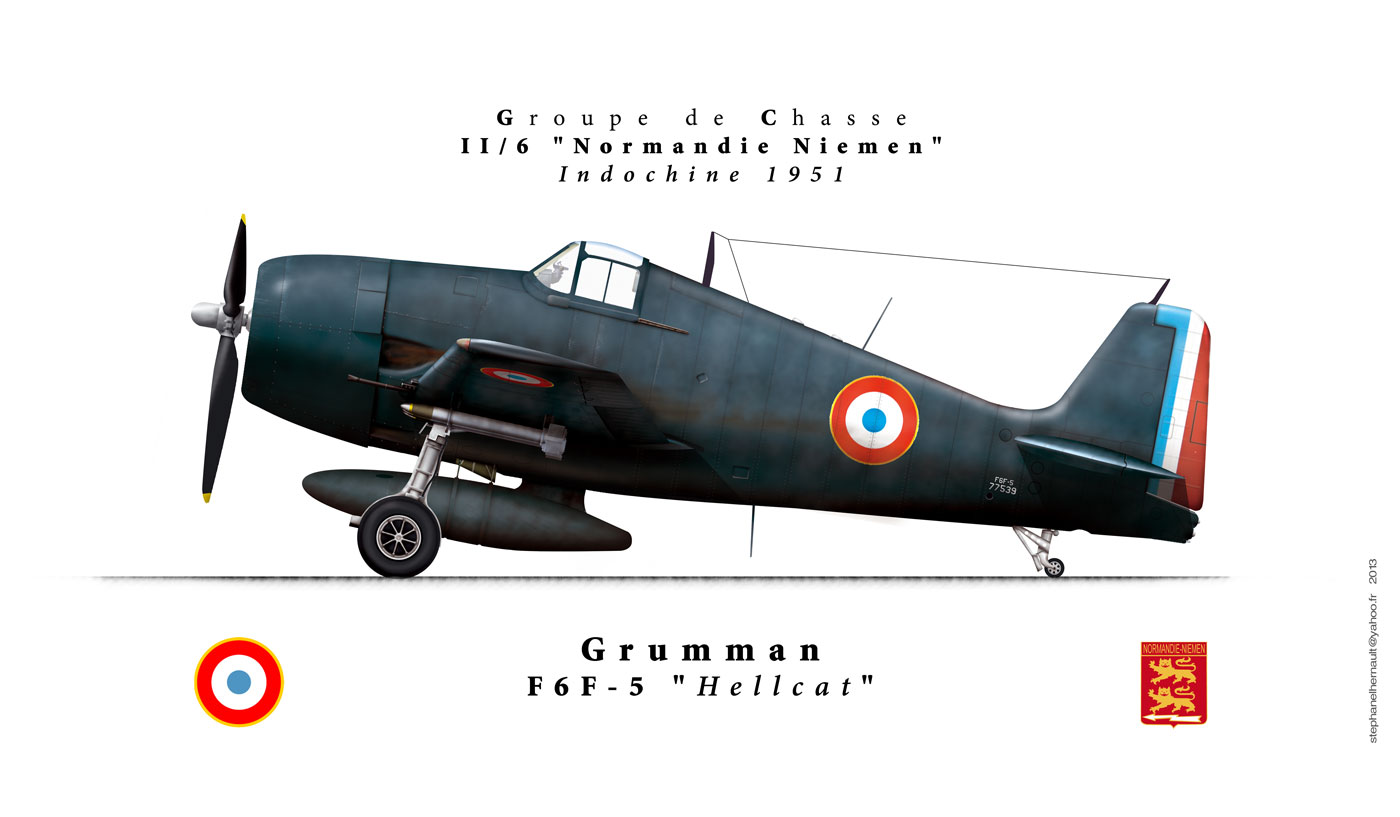
F6F-5 GC 2/6 Normandie-Niémen
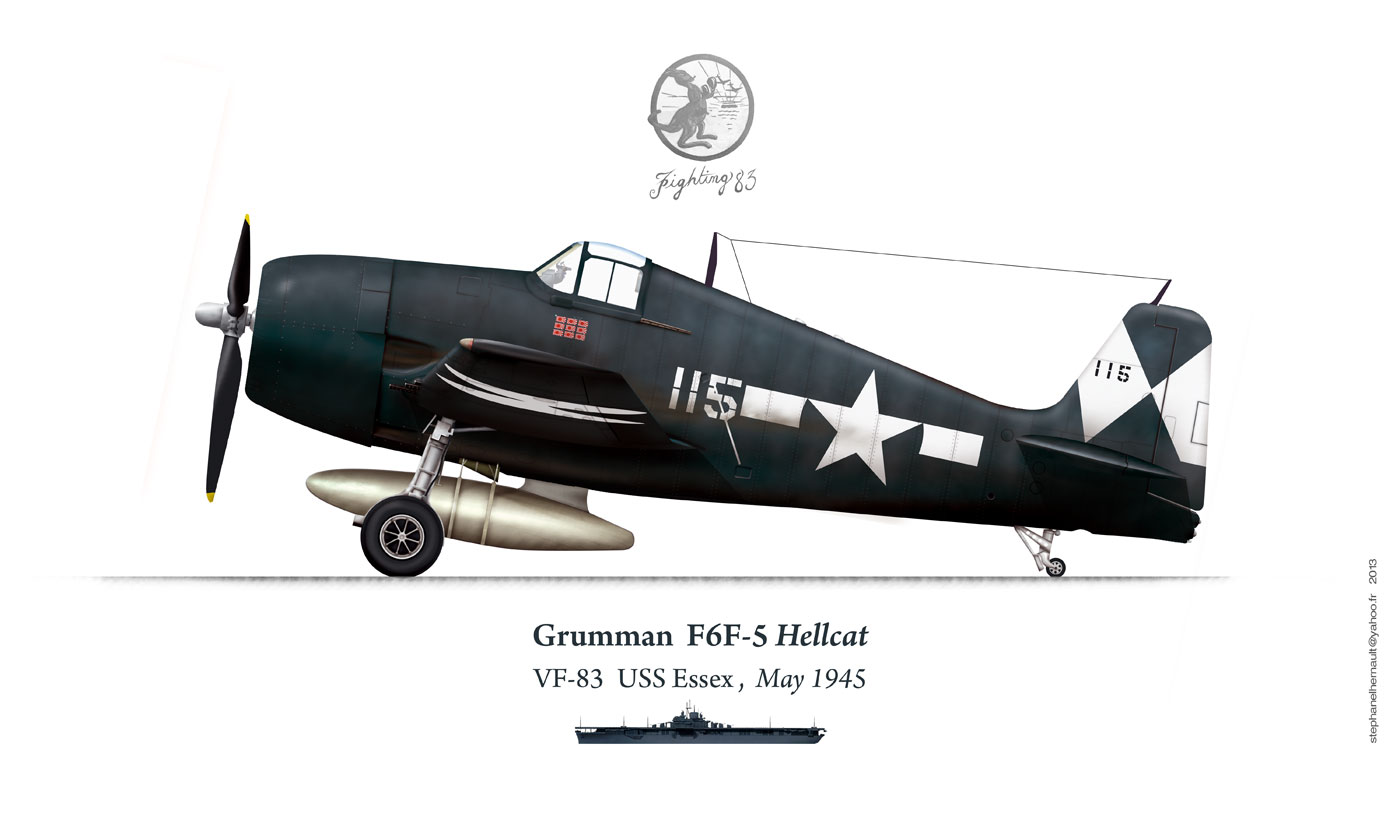
F6F-5 VF83
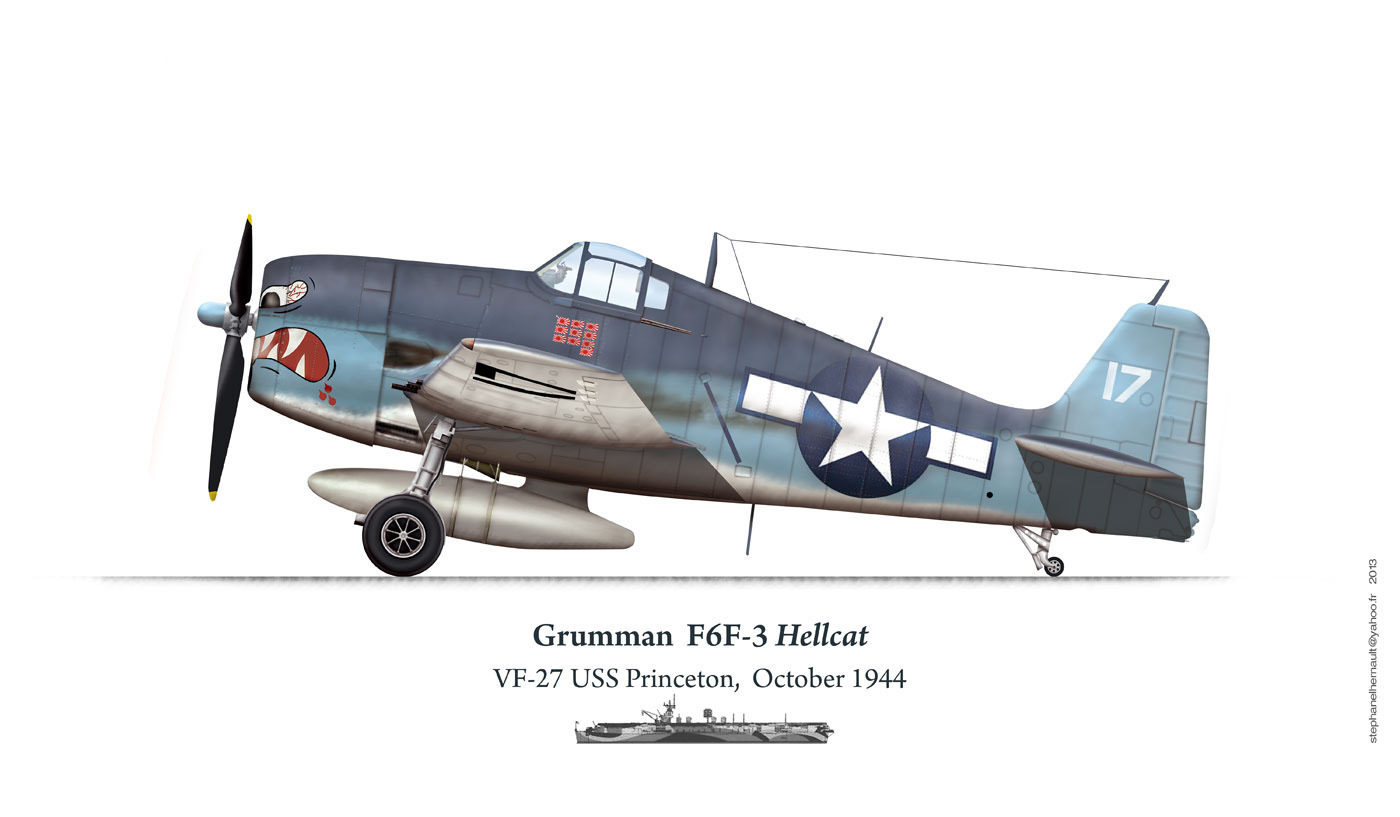
F6F-3 VF27
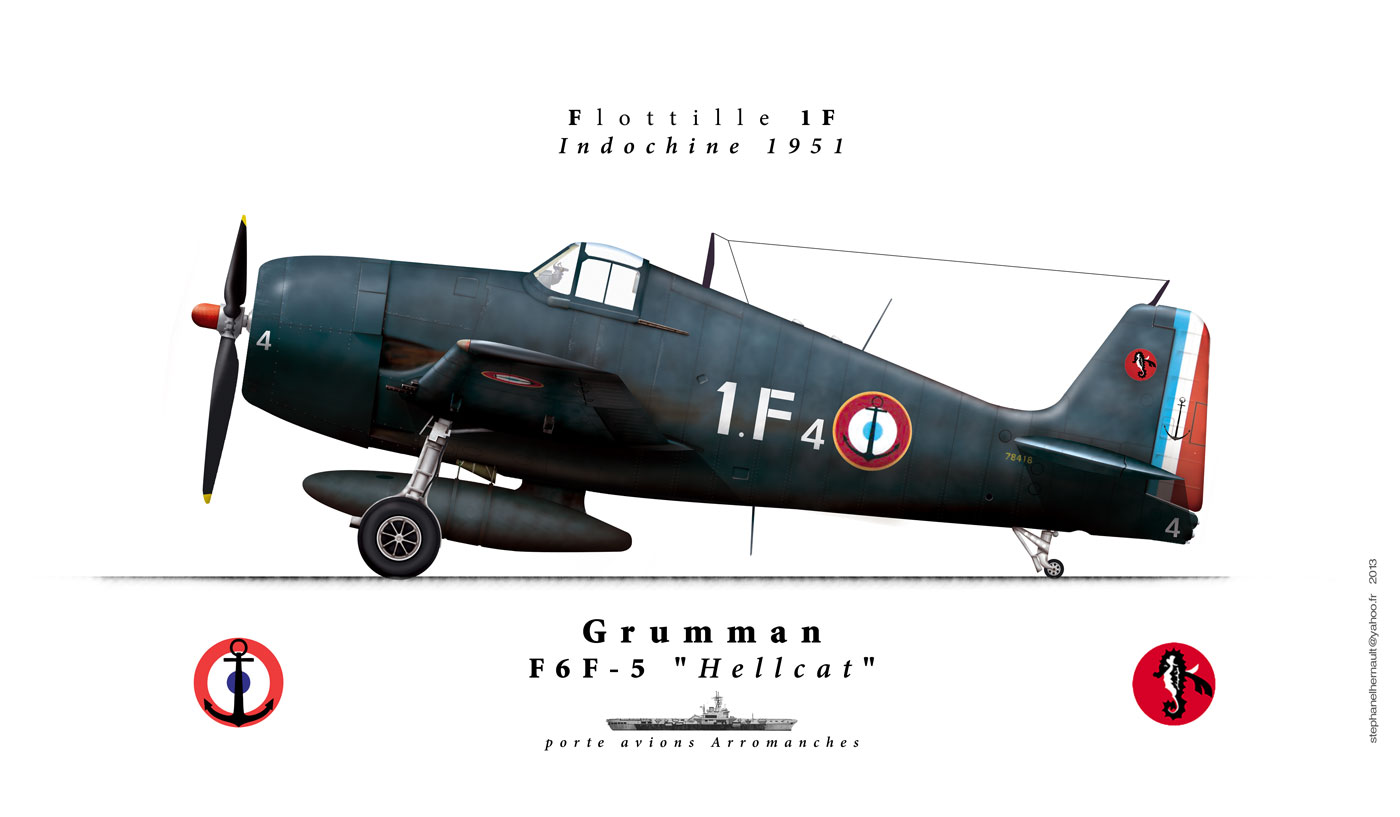
F6F-5 Flottille 1F

## Modellismo
- Scala 1/72: Italeri. Eduard
- Scala 1/48: Airfix, Artwork, Monogram, Hasegawa.[3] Eduard